# Setodes kuehbandneri
Setodes kuehbandneri är en nattsländeart som beskrevs av Malicky in Sipahiler och Malicky 1987. Setodes kuehbandneri ingår i släktet Setodes och familjen långhornssländor. Inga underarter finns listade i Catalogue of Life.